# Frederick August Otto Schwarz
Frederick August Otto Schwarz (Herford, 18 ottobre 1836 – Manhattan, 17 maggio 1911) è stato un imprenditore tedesco naturalizzato statunitense, fondatore della casa FAO Schwarz.

## Biografia
Frederick August Otto Schwarz nacque nel 1836 a Herford in Westfalia all'epoca Confederazione germanica. da una famiglia luterana. Emigrò negli Stati Uniti d'America nel 1856 con i tre fratelli, Henry, Richard, e Gustav. Lavorò a Baltimora presso un importatore che importava anche giocattoli dalla Germania. Schwarz mise nella vetrina del negozio alcuni articoli. Dal 1862 iniziò a vendere giocattoli per proprio conto, e nel 1870 si spostò a Manhattan. Sposò Caroline Clausen (1841–1904). Ebbero quattro maschi e tre femmine: Anna Schwarz (1863–?), Ida Schwarz (1864-1942), Henry Schwarz, George Frederick Schwarz (1868–1931), Emilie Schwarz (1870–1958), H. Marshall Schwarz, and Herbert Ferlando Schwarz (1883–1960).
Frederick August Otto Schwarz morì a Manhattan al 20 East 61st Street.  Schwarz è sepolto al Green-Wood Cemetery.
L'avvocato Frederick August Otto Schwarz Jr. è suo pronipote.